# Бичковський Олег Анатолійович
Олег Анатолійович Бичковський (нар. 8 листопада 1923 — пом. 8 жовтня 1943) — лейтенант РСЧА часів Другої світової війни, командир 2-ї батареї 130-го окремого винищувально-протитанкового дивізіону 254-ї стрілецької дивізії, 52-ї армії Герой Радянського Союзу (1944, посмертно).

## Життепис
Народився 8 листопада 1923 року у с-щі Кодима (Балтська округа, Одеська губернія) в родині залізничників (батько — телеграфіст, мати — діловод вантажної контори на залізниці). Українець. Разом з сім'єю переїхав у с. Крижопіль Вінницької області, де закінчив середню школу № 1. У Червоній армії з 1941 року. У 1942 році закінчив Київське артилерійське училище.

## Друга світова війна
З січня 1943 року учасних боїв з німецькими військами. Воював на Калінінському та Степовому фронтах. Кілька разів був поранений. Особливо відзначився при відбитті контратаки супротивника в районі міста Черкаси. Його батарея підбила два ворожі танки та знищила кілька десятків супротивників. В ході бою особисто став до гармати. Підбив два танки, був двічі поранений, але продовжував керувати боєм. При відбитті четвертої контратаки супротивника лейтенант Бичковський загинув. Похований на центральній площі в селі Бубнівська Слобідка Золотоніського району Черкаської області.
Указом Президії Верховної Ради СРСР від 22 лютого 1944 року за зразкове виконання бойових завдань командування та проявлені при цьому мужність та героїзм, лейтенанту Бичковському Олегу Анатолійовичу присвоєно звання Герой Радянського Союзу.
Також нагороджений Орденом Леніна та Орденом Червоної зірки.

## Пам'ять

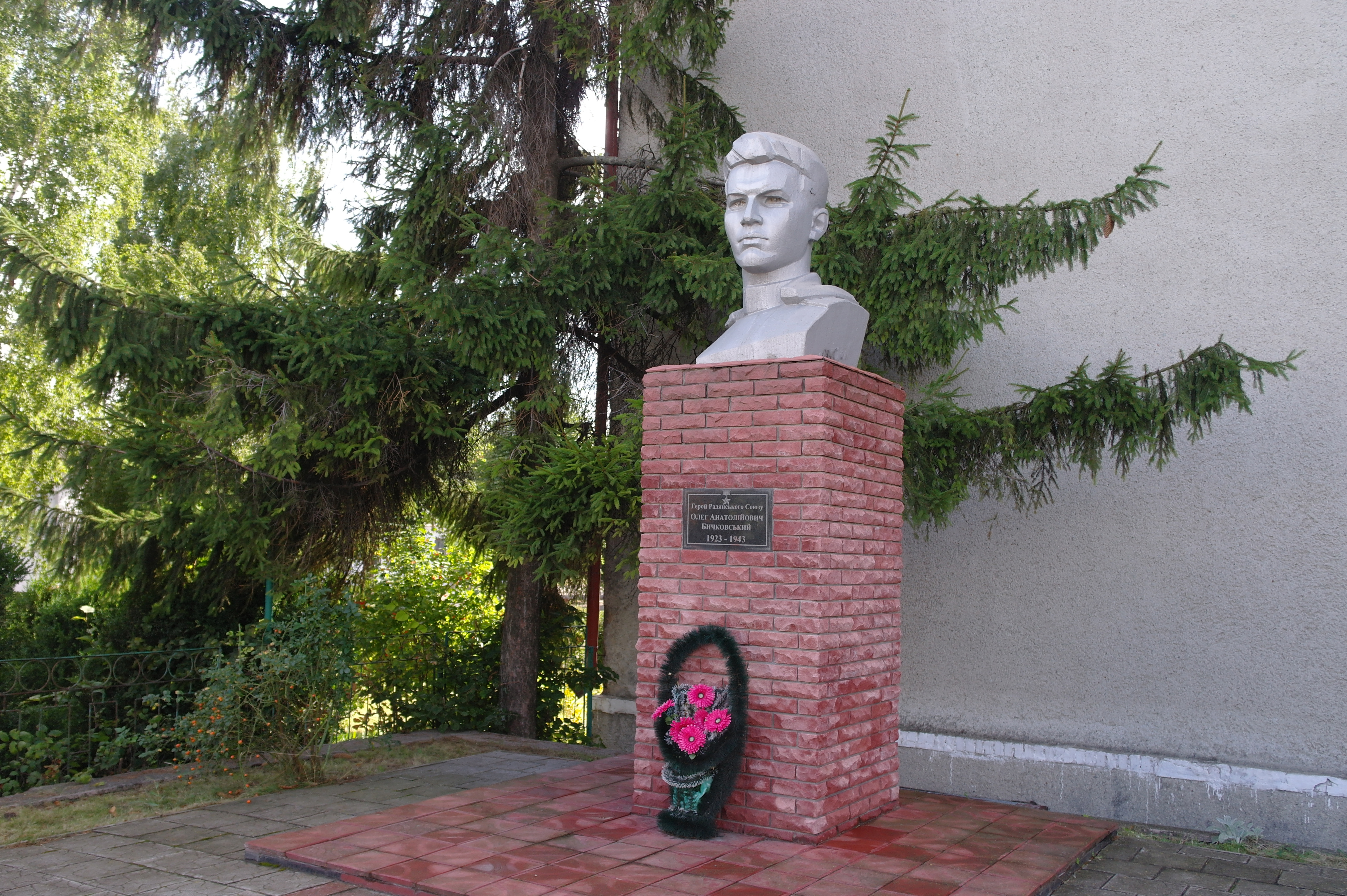
Бюст біля школи

Іменем Героя названо Крижопільську середню школу № 1, де він навчався. У 1968 році у дворі школи встановлено його бюст.